# 5W
Az 5W, azaz magyarul az 5 miért-módszertan a problémamegoldás egyik, elsősorban a lean vállalatoknál alkalmazott eszköze. Elterjedt neve 5Why?, vagy 5Miért? Nem szabad összetéveszteni az 5W+2H módszerrel. Segítségével alapvető ok-okozati kapcsolatok deríthetőek fel legfeljebb 5 "miért..." kezdetű kérdéssel, és megtalálható a probléma valódik oka (gyökérok, root cause). Ez az eszköz a Toyota alapítójától, Tojoda Szakicsitől származik. Néha kevesebb, mint  5 "miért..." kezdetű kérdéssel is eljutunk a megoldáshoz, de bonyolultabb esetben több "miért..." kezdetű kérdésre lehet szükség.

## Példa az alkalmazásra
Probléma:
- Munkavállaló elkésett a munkahelyről.

| Kérdés                                | Válasz                                | Megoldás                                        |
| ------------------------------------- | ------------------------------------- | ----------------------------------------------- |
| 1. kérdés: miért késtél?              | 1. válasz: mert leállt az autóm.      | 1. szintű megoldás: holnap behozlak én          |
| 2. kérdés: miért állt le az autó?     | 2. válasz: mert elfogyott a benzin    | 2. szintű megoldás: adok benzint                |
| 3. kérdés: miért fogyott el a benzin? | 3. válasz: mert nincs pénzem benzinre | 3. szintű megoldás: adok pénzt                  |
| 4. kérdés: miért fogyott el a pénzed? | 4. válasz: mert eljátszottam          | 4. szintű megoldás: megtiltom a játékot         |
| 5. kérdés: miért játszottad el?       | 5. válasz: mert játékszenvedélyem van | 5. szintű megoldás: kezeljük a játékszenvedélyt |

Látható, hogy minden szinten lehetőség van megoldásokra, amelyek azonban nem kezelik a valódi problémát, esetünkben a játékszenvedélyt.
A módszer iparban való alkalmazásának hatékonyságát nagy mértékben növelheti, ha minden válasz esetében objektív bizonyítékot szolgáltatunk arról, hogy a válasz igaz-e, főleg ha az nem első látásra nyilvánvaló mindenki számára.

## Nehézségek a módszerrel
A fenti példából is látható, hogy az elemzés közben könnyű megállni egy adott szinten, mert látszólag megoldást ad a problémára. Sok, a példánál bonyolultabb esetben a kérdező esetleg jobban hajlamos megállni, mint további kérdésekkel esetleg komoly strukturális problémákba ütközni és azokat felgöngyölíteni.